# Kristian Brandt
Kristian Kornelius Hagemann Brandt, född 16 oktober 1859 i Kristiania, död 31 maj 1932, var en norsk läkare och professor.
Brandt blev student 1877 och candidatus medicinæ 1884. Efter att ha fullföljt sin läkarutbildning vid Rikshospitalet och barnbördshuset i Kristiania, reste han 1885 genom Amerika till Hawaii, men återvände 1886 till den norska huvudstaden, där han verkade som praktisk läkare och studerade obstetrik och gynekologi. År 1893 blev han medicine doktor på en avhandling om Det ektopiske svangerskab. Åren 1896-99 var han förste underläkare vid barnbördshuset i Kristiania. År 1900 blev han universitetsstipendiat i gynekologi och höll liksom tidigare föreläsningar i detta ämne vid universitetet. Efter Edvard Schønbergs död blev han 1906 professor i gynekologi och obstetrik och föreståndare för barnbördshuset.
Brandts vetenskapliga arbeten, till största delen publicerade i Norsk Magasin for Lægevidenskaben, omfattar såväl obstetrik som gynekologi. År 1898 blev han ledamot av Kristiania Sundhedskommission. Han planlade och förestod uppförandet av den nya stora kvinnoklinik som invigdes 1914 i Kristiania.